# Rodolfo "Rduy" Hernández Acosta
Rodolfo "Rudy" Hernández Acosta ( Empalme, Sonora; 18 de octubre de 1951) es un beisbolista mexicano que jugó en las Grandes Ligas. Con una estatura de 5' 9", y 150 libras, Hernández jugó campo corto y bateó y lanzó con la mano derecha. en 6° pelotero sonorense y el mexicano #26 en llegar al mejor beisbol del mundo.

## Carrera Profesional
Hernández apareció en ocho juegos para los Medias Blancas de Chicago es la temporada 1972. Fue adquirido por los Sox de los Charros de Jalisco de la Liga Mexicana en julio de 1972. Debutó en las mayores el 6 de septiembre de ese mismo año. A la edad de 20 años, fue el quinto jugador más joven en aparecer en un partido de la Liga Americana esa temporada.
Durante su corta estadía con los White Sox, bateó solo .190 (4 de 21), pero fue excelente en el campo. Sus cuatro hits fueron contra Clyde Wright, Rich Hand, Dick Bosman y Bert Blyleven. además de 10 outs, 16 años asistencias, cero errores, y participó en tres dobles play. Hernández fue cambiado a Jalisco por el lanzador Francisco Barrios el 4 de diciembre de 1973.
En el medio, Hernández tuvo una exitosa carrera en México, donde jugó béisbol profesional durante 19 años, entre la Liga Mexicana y la Liga Mexicana del Pacífico. Tuvo un promedio de bateo de .264 con 148 jonrones 958 carreras impulsadas en la Liga Mexicana. Las estadísticas para la Liga Mexicana del Pacífico aún no han sido registradas.
Hernández también participó de algunos campeonatos, como el de 1987 con Venados de Mazatlán, y el memorable de 1984 con Leones de Yucatán.